# Juan Negrín
Juan Negrín López (Las Palmas, 3 de fevereiro de 1892 — Paris, 12 de novembro de 1956) foi um político da Espanha. Ocupou o lugar de presidente do governo de Espanha de 1937 a 1939 e de Presidente do Governo da República no exílio até 1945.

## Vida
Serviu como ministro das Finanças e primeiro-ministro do governo de esquerda da Frente Popular da Segunda República Espanhola durante a Guerra Civil Espanhola. Ele foi o último primeiro-ministro legalista da Espanha (1937-1939), liderando as forças republicanas derrotadas pelos nacionalistas sob o comando do general Francisco Franco. Foi Presidente do Conselho de Ministros da Segunda República Espanhola e do governo republicano espanhol no exílio entre 1937 e 1945. Morreu no exílio em Paris, França.
Nenhum dos líderes da Segunda República Espanhola foi tão vilipendiado quanto Negrín, não apenas pelos historiadores franquistas, mas também por importantes setores da esquerda espanhola exilada, incluindo a liderança de seu próprio Partido Socialista e como seu amigo que se tornou inimigo Indalecio Prieto. Ele foi descrito como o principal responsável por perder a guerra civil e foi acusado de um estilo de liderança ditatorial, vendendo a Espanha aos comunistas e roubando o tesouro espanhol. Segundo o historiador Stanley G. Payne, após o fim da guerra civil não havia pessoa mais odiada do que Negrín. O PSOE expulsou Negrín em 1946, mas ele foi reabilitado postumamente em 2008.